# Comitato Olimpico delle Antille Olandesi
Il Comitato Olimpico delle Antille Olandesi (noto anche come Nederlands Antilliaans Olympisch Comité in olandese) è stata un'organizzazione sportiva, nata nel 1931 a Curaçao, Antille Olandesi, e decaduta nel 2011, dopo la dissoluzione delle Antille.
Ha rappresentato questa nazione presso il Comitato Olimpico Internazionale (CIO) dal 1950 al 2011 ed aveva lo scopo di curare l'organizzazione ed il potenziamento dello sport nelle Antille Olandesi e, in particolare, la preparazione degli atleti di questa nazione, per consentire loro la partecipazione ai Giochi olimpici. L'associazione era, inoltre, membro dell'Organizzazione Sportiva Panamericana.
I membri del Comitato avrebbero voluto mantenerlo in vita nonostante la dissoluzione dello Stato di riferimento, ma il COI rifiutò tale prospettiva e consentì soltanto agli atleti già qualificati per le Olimpiadi di Londra 2012 di gareggiare come Atleti olimpici indipendenti, sotto l'egida della bandiera e dell'inno delle Olimpiadi.